# Djihad (roman)
Djihad est le 139e roman de la série SAS, écrit par Gérard de Villiers et publié en 2000 aux éditions Malko Productions. Comme tous les SAS parus au cours des années 2000, le roman a été édité lors de sa publication en France à 200 000 exemplaires.
L'action se déroule courant 2000 à Istanbul (Turquie) puis Montréal (Canada), enfin aux États-Unis (Vermont et New York).
Malko Linge est chargé de continuer l'enquête d'un agent de la CIA, tué au pic à glace. Ce meurtre concernerait un trafic d'armes nucléaires en lien avec les milieux islamistes radicaux.
L'intérêt du roman est de mettre en scène la mouvance d'Al-Qaïda et Oussama ben Laden un an avant les attentats du 11 septembre 2001.

## Personnages principaux

### Américains et alliés
- Malko Linge : héros du roman, Autrichien, agent contractuel de la CIA.
- John Burke : chef de l'antenne de la CIA en Turquie.
- William Green : agent de la CIA chargé de surveiller les milieux djihadistes.

### Autres personnages
- Gulush Kartal
- Zeynel Sokik : colonel.
- Djokhar
- Isa Khadamov : commandant tchétchène

## Résumé
Le récit commence par le meurtre d'un agent de la CIA au pic à glace. Un général russe vend à des Tchétchènes une mystérieuse valise noire. Peu après la vente, il est tué par l'explosion d'une roquette. À Istanbul, William Green est un agent de la CIA chargé de surveiller les milieux djihadistes, et plus spécialement un commandant tchétchène, Isa Khadamov. À la suite d'une filature, il est fait prisonnier par des inconnus et assassiné au pic à glace. Malko est envoyé à Istanbul pour continuer l'enquête de William Green. John Burke, le chef d'antenne de la CIA en Turquie, lui révèle qu'on soupçonne le général russe d'avoir frauduleusement vendu aux Tchétchènes une mine nucléaire SADM de 58 kg, contenant 7 kg de plutonium, moins puissante qu'une bombe nucléaire classique mais capable d'anéantir le quartier d'une ville. La CIA craint que les Tchétchènes aient revendu la mine nucléaire à Al-Qaïda et que son chef, Oussama ben Laden, ait décidé de la faire exploser aux États-Unis, à New York ou Washington. Cette mini-bombe nucléaire se trouverait actuellement en Turquie et on espérait que Green, en retrouvant Isa Khadamov, retrouverait la trace de cette mine. Malko est chargé de récupérer cette arme, et il doit pour cela rechercher le chef tchétchène (chapitres 1 à 4).

## Autour du roman
- Malko se rendra de nouveau en Turquie dans le roman Tuez le pape (SAS no 142 - avril 2001), et y rencontrera encore Zeynel Sokik.
- Le thème de l'arme nucléaire acquise ou fabriquée par des islamistes radicaux sera repris dans le roman Aurore noire (SAS no 160 - 2005).